# Isabelle le Despenser (1400-1439)
Pour les articles homonymes, voir Isabelle le Despenser.
Titres
Comtesse de Worcester
février 1421 – 18 mars 1422
(1 an et 1 mois)
Comtesse de Warwick
26 novembre 1423 – 30 avril 1439
(15 ans, 5 mois et 4 jours)
Isabelle le Despenser (26 juillet 1400 - 27 décembre 1439) est la fille posthume et la seule héritière de Thomas le Despenser et de son épouse, Constance d'York, fille d'Edmond de Langley et petite-fille du roi Édouard III d'Angleterre. Elle est née six mois après la décapitation de son père, condamné pour complot contre le roi Henri IV d'Angleterre.

## Mariages et descendance
Isabelle s'est mariée deux fois, avec deux cousins portant le  même nom, tous deux petits-fils de Thomas de Beauchamp, 11e comte de Warwick. 
Elle épouse tout d'abord en 1411 Richard de Beauchamp, 1er comte de Worcester (1394-1422) mort au siège de Meaux. Ils ont eu une fille :
- Elizabeth de Beauchamp, née en 1415, qui épousa Edward Neville, 3e baron Bergavenny.

En 1423, elle épouse en secondes noces Richard de Beauchamp, 13e comte de Warwick (1382-1439), par qui elle a eu deux enfants :
- Henry de Beauchamp (1425-1446), qui succéda à son père comme comte de Warwick, et qui fut ensuite créé duc de Warwick. Il a épousé Cécile Neville, fille de Richard Neville, 5e comte de Salisbury, et a eu avec elle une fille, Anne de Beauchamp, 15e comtesse de Warwick, morte jeune.
- Anne de Beauchamp, qui est devenue la 16e comtesse de Warwick à la suite de la mort de son frère et de sa nièce. Anne a épousé Richard Neville, fils aîné de Richard Neville, 5e comte de Salisbury, qui est devenu de jure uxoris le 16e comte de Warwick. Son mari était donc le frère de sa belle-sœur. Ils ont eu deux filles : Isabelle Neville (1451-1476), épouse de Georges Plantagenêt, et Anne Neville (1456-1485), qui a épousé le prince de Galles Édouard de Westminster puis le roi Richard III.